# Alfa Romeo 158
Alfa Romeo 158 (1500 cm³, 8 válců) je vůz formule 1 používaný v roce 1950. S tímto vozem se stal Giuseppe Farina prvním mistrem světa F1.

## Popis

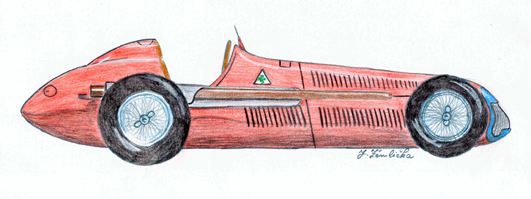
Alfa Romeo 158

Vůz Alfa Romeo 158, kterému se přezdívalo Alfetta (malá Alfa), vznikl z podnětu Enza Ferrariho, který nejprve s vozy Alfa Romeo sám jezdil a posléze je používal ve svém týmu. Ve Ferrariho dílnách se zcela přepracovala koncepce vozu Alfa 308 Corsa s šestnáctiválcovým V motorem na vůz s řadovým osmiválcem a nezávisle zavěšenými koly. Alfetta se stala nejúspěšnějším závodním vozem období po druhé světové válce a vozem s nejdelší historií, vznikla v roce 1936 a na závodní dráze sbírala vavříny celých 13 let. Vůz je z velké části dílem Gioacchina Colomba, se nímž úzce spolupracoval Alberto Massimino. Motor byl přeplňovaný jednokomorovým objemovým kompresorem Roots. Již při prvních zkušebních jízdách demonstruje svou sílu 180 koní při 6500 otáčkách za minutu, při prvních pokusech v závodě se výkon vyšplhal až na 195 koní při 7000 otáčkách za minutu.
Na závodní dráze si svůj debut odbyla v závodě Coppa Ciano v Livornu 7. srpna 1938, jednalo se o závod na městském okruhu dlouhém 5,8 km, který jezdci absolvovali celkem 25×. Alfa Romeo 158 okamžitě dominovala, zvítězil Emilio Villoresi a druhý dojel Clemente Biondetti. Následná evoluce vozu (model B) spatřila světlo světa v roce 1939 a s výkonem 225 koní znovu dominovala závodu v Livornu  30. července 1939, i v následném závodě v Pescaře  V následujících letech závodů na evropském kontinentu, v důsledku válečného konfliktu, ubývalo, a tak se jezdci a týmy soustředili na závody v Jižní Americe.
V poválečném období (1946) se Alfetta prezentovala s verzí 158/46 (254CV, 7500 otáček/min.) a v Grand Prix Národů 1946 obsadila první tři místa,. Zvítězila také s Achillem Varzim na okruhu Valentino, s Carlem Felicem Trossim v Miláně.
V roce 1947, díky plnění dvoucestným objemovým kompresorem Roots, vzrostl výkon na 275 koní (model 158/46B). Vůz dominoval v Grand Prix Švýcarska (první tři místa), Grand Prix Belgie (první čtyři místa), Grand Prix Bari (první dvě místa) a Grand Prix Itálie (první čtyři místa).
I v roce 1948 patřila Alfa Romeo 158/47 k nejlepším vozům na tratích Grand Prix. V Grand Prix Švýcarska zvítězil Carlo Felice Trossi před francouzským pilotem Jean-Pierrem Wimillem (oba Alfa Romeo 158). Během tréninku na GP Švýcarska zahynul Achille Varzi, třetí pilot Alfy Romeo. V Grand Prix Francie slavila Alfa Romeo další kompletní stupně vítězů; Jean-Pierre Wimille, Consalvo Sanesi a Alberto Ascari. Jean-Pierre Wimille zvítězil v dalších dvou závodech v Grand Prix Itálie, která se jela na trati Valentino, a v Grand Prix Monzy, kde Alfa Romeo obsadila znovu první čtyři místa.
Úvod roku 1949 je poznamenán tragickou událostí, která zasáhla především tovární tým Alfa Romeo, při Grand Prix Juan Domingo Peron, na okruhu Parco Palermo v Buenos Aires, zahynul Jean-Pierre Wimille. Další rána pro milánskou automobilku byla smrt dalšího pilota, Carla Feliceho Trossiho. Alfa Romeo, která dominovala závodům v posledních třech letech, přišla během několika měsíců o tři jezdce, tým byl v šoku. Vedení závodního týmu se rozhodlo do sezony nenastoupit.
Na závodní tratě se vůz vrátil v roce 1950 se zcela inovovaným týmem, vedení angažovalo Giuseppe Farinu, Luigiho Fagioliho a Juana Manuela Fangia. S novým výkonem 350 koní a 8600 otáček/min Alfa Romeo 158 prakticky neměla konkurenci a zvítězila ve všech Grand Prix, kterých se zúčastnila. Giuseppe Farinu dovezla k titulu mistra světa a i následující dvě příčky v šampionátu patřily pilotům Alfetty 158. A tak končí 13leté úspěšné tažení světem Grand Prix pro vůz, jenž se stal opravdovou legendou mezi závodními vozy.

## Technické údaje
- Motor: Alfa Romeo
  - Řadový
  - 8 válců
  - Objem: 1497 cm³
  - Výkon: 297 kW
  - Otáčky: 10 500 min
  - Rychlost: 310 km/h
  - Palivo: Shell
- Hmotnost: 630 kg
- Pneumatiky: Pirelli

## Piloti
| Pilot                   | Starty | Vítězství | Podium |
| ----------------------- | ------ | --------- | ------ |
| Giuseppe Farina         | 21     | 10        | 11     |
| Juan Manuel Fangio      | 13     | 7         | 9      |
| Consalvo Sanesi         | 10     |           | 5      |
| Carlo Felice Trossi     | 10     | 3         | 8      |
| Jean-Pierre Wimille     | 9      | 5         | 8      |
| Clemente Biondetti      | 9      | 1         | 5      |
| Achille Varzi           | 8      | 2         | 6      |
| Luigi Fagioli           | 7      |           | 6      |
| Francesco Severi        | 7      |           | 1      |
| Emilio Villoresi        | 5      | 2         | 3      |
| Carlo Pintacuda         | 4      |           | 2      |
| Giordano Aldrighetti    | 3      |           |        |
| Piero Taruffi           | 3      |           | 1      |
| Raymond Sommer          | 2      |           |        |
| Alberto Ascari          | 1      |           | 1      |
| Attilio Marinoni        | 1      |           |        |
| Giovanni Guidotti       | 1      |           | 1      |
| Tony Rolt               | 1      |           | 1      |
| Alessandro Gaboardi     | 1      |           |        |
| Emmanuel de Graffenried | 1      |           | 1      |
| Reg Parnell             | 1      |           | 1      |

## Výsledky vozu Alfa Romeo 158
| Legenda k tabulce | Legenda k tabulce                                                                       |
| Barva             | Výsledek                                                                                |
| ----------------- | --------------------------------------------------------------------------------------- |
| Zlatá             | Vítěz                                                                                   |
| Stříbrná          | 2. místo                                                                                |
| Bronzová          | 3. místo                                                                                |
| Zelená            | Bodované umístění                                                                       |
| Modrá             | Nebodované umístění                                                                     |
| Modrá             | Dokončil neklasifikován (NC)                                                            |
| Fialová           | Odstoupil (Ret)                                                                         |
| Červená           | Nekvalifikoval se (DNQ)                                                                 |
| Červená           | Nepředkvalifikoval se (DNPQ)                                                            |
| Černá             | Diskvalifikován (DSQ)                                                                   |
| Bílá              | Nestartoval (DNS)                                                                       |
| Bílá              | Závod zrušen (C)                                                                        |
| Světle modrá      | Pouze trénoval (PO)                                                                     |
| Světle modrá      | Páteční testovací jezdec (TD)                                                           |
| Bez barvy         | Netrénoval (DNP)                                                                        |
| Bez barvy         | Vyřazen (EX)                                                                            |
| Bez barvy         | Nepřijel (DNA)                                                                          |
| Bez barvy         | Odvolal účast (WD)                                                                      |
| Bez barvy         | Nezúčastnil se (prázdné)                                                                |
| Označení          | Význam                                                                                  |
| Tučnost           | Pole position                                                                           |
| Kurzíva           | Nejrychlejší kolo                                                                       |
| †                 | Jezdec nedojel do cíle, ale byl klasifikován, protože odjel více než 90 % délky závodu. |
| ‡                 | Byl udělován poloviční počet bodů, protože bylo odjeto méně než 75 % délky závodu.      |
| Horní index       | Umístění bodujících jezdců ve sprintu                                                   |

| Rok  | Šasi           | Motor                 | Pneu | Jezdci                | 1   | 2   | 3   | 4   | 5   | 6   | 7   | Body | Umístění |
| ---- | -------------- | --------------------- | ---- | --------------------- | --- | --- | --- | --- | --- | --- | --- | ---- | -------- |
| 1950 | Alfa Romeo 158 | Alfa Romeo 158 1.5 L8 | P    |                       | GBR | MON | 500 | CH  | BEL | FRA | ITA | 88   | -        |
| 1950 | Alfa Romeo 158 | Alfa Romeo 158 1.5 L8 | P    | Giuseppe Farina       | 1   | Ret |     | 1   | 4   | 7   | 1   | 88   | -        |
| 1950 | Alfa Romeo 158 | Alfa Romeo 158 1.5 L8 | P    | Juan Manuel Fangio    | Ret | 1   |     | Ret | 1   | 1   | Ret | 88   | -        |
| 1950 | Alfa Romeo 158 | Alfa Romeo 158 1.5 L8 | P    | Luigi Fagioli         | 2   | Ret |     | 2   | 2   | 2   | 3   | 88   | -        |
| 1950 | Alfa Romeo 158 | Alfa Romeo 158 1.5 L8 | P    | Reg Parnell           | 3   |     |     |     |     |     |     | 88   | -        |
| 1950 | Alfa Romeo 158 | Alfa Romeo 158 1.5 L8 | P    | Gianbattista Guidotti | DNS |     |     |     |     |     |     | 88   | -        |
| 1950 | Alfa Romeo 158 | Alfa Romeo 158 1.5 L8 | P    | Consalvo Sanesi       |     |     |     |     |     |     | Ret | 88   | -        |
| 1950 | Alfa Romeo 158 | Alfa Romeo 158 1.5 L8 | P    | Piero Taruffi         |     |     |     |     |     |     | Ret | 88   | -        |

| Datum        | Závod                           | Jezdec              | Kategorie  | Výsledky |
| 1938         | 1938                            | 1938                | 1938       | 1938     |
| ------------ | ------------------------------- | ------------------- | ---------- | -------- |
| 7. srpen     | XII Coppa Ciano                 | Emilio Villoresi    | Voiturette | Výsledky |
| 11. září     | III Gran Premio di Milano       | Emilio Villoresi    | Voiturette | Výsledky |
| 1939         |                                 |                     |            |          |
| 30. červenec | XIII Coppa Ciano                | Giuseppe Farina     | Voiturette | Výsledky |
| 13. srpen    | XV Coppa Acerbo                 | Clemente Biondetti  | Voiturette | Výsledky |
| 20. srpen    | VI Prix de Berne                | Giuseppe Farina     | Voiturette | Výsledky |
| 1940         |                                 |                     |            |          |
| 12. květen   | XIV Gran Premio di Tripoli      | Giuseppe Farina     | Voiturette | Výsledky |
| 1946         |                                 |                     |            |          |
| 21. červenec | I Grand Prix des Nations        | Giuseppe Farina     | Grand Prix | Výsledky |
| 1. září      | III Gran Premio del Valentino   | Achille Varzi       | Grand Prix | Výsledky |
| 30. září     | III Circuito di Milano          | Carlo Felice Trossi | Grand Prix | Výsledky |
| 1947         |                                 |                     |            |          |
| 8. červen    | Grand Prix Švýcarska            | Jean-Pierre Wimille | Grand Prix | Výsledky |
| 29. červen   | Grand Prix Belgie               | Jean-Pierre Wimille | Grand Prix | Výsledky |
| 13. červenec | Grand Prix Bari                 | Achille Varzi       | Grand Prix | Výsledky |
| 7. září      | Grand Prix Itálie               | Carlo Felice Trossi | Grand Prix | Výsledky |
| 1948         |                                 |                     |            |          |
| 4. červenec  | Grand Prix Švýcarska            | Carlo Felice Trossi | Grand Prix | Výsledky |
| 18. červenec | Grand Prix Francie              | Jean-Pierre Wimille | Grand Prix | Výsledky |
| 17. října    | Grand Prix Monzy                | Jean-Pierre Wimille | Grand Prix | Výsledky |
| 1950         |                                 |                     |            |          |
| 16. duben    | Grand Prix San Rema             | Juan Manuel Fangio  | Formule 1  | Výsledky |
| 9. červenec  | Grand Prix Bari                 | Giuseppe Farina     | Formule 1  | Výsledky |
| 30. červenec | III Grand Prix des Nations      | Juan Manuel Fangio  | Formule 1  | Výsledky |
| 15. srpen    | XIX Circuito di Pescara         | Juan Manuel Fangio  | Formule 1  | Výsledky |
| 26. srpen    | II B.R.D.C.International Trophy | Giuseppe Farina     | Formule 1  | Výsledky |
| 1951         |                                 |                     |            |          |
| 2. červen    | V Ulster Trophy                 | Giuseppe Farina     | Formule 1  | Výsledky |
| 2. září      | Grand Prix Bari                 | Juan Manuel Fangio  | Formule 1  | Výsledky |
| 29. září     | IV Goodwood Trophy              | Giuseppe Farina     | Formule 1  | Výsledky |